# LIFE - LOVE CiRCLE
LIFE - LOVE CiRCLE（ライフ・ラブサークル）はTOKYO FM制作でJFN系列全国38局ネットで放送されていたラジオ番組。正式タイトルは「COROLLA presents LIFE - LOVE CiRCLE〜うれしいこと全力で。」。

## 概要
- 2009年3月まではSOLATO（太陽石油）の1社提供番組で2003年4月[1]から2008年3月まで放送された「柴田淳の月と太陽」の後継番組。
- 同時に制作局もエフエム愛媛からTOKYO FMへと変更された。
- 2009年4月から提供スポンサーが変更し、番組タイトルをリニューアル。また放送時間は前番組の名残から11:00からの放送だったFM三重とKiss-FM KOBEも放送時間を変更しJFN全ネット局同時ネットとなった。なお、オンエアされるCMはカローラ店取り扱い車種に限られる（特にパッソやノア）。
- 番組名の「LIFE - LOVE CiRCLE」は16thシングル『ポケット』のカップリング曲のタイトルから。「うれしいこと全力で。」はトヨタカローラ店のキャッチコピーから。
- 2011年3月12日の放送は、東北地方太平洋沖地震による特別報道番組が放送されたため放送休止。翌週に地震発生以前の収録分を放送。その中のエンディングで、3月26日の放送分をもって番組を終了することを発表した。後継番組は、同じ10時台の前半に放送されている「TOYOTA GENERADIO」を25分から50分に拡大。

## 内容
- リスナーが、大切な人へ届けたい想いと曲を番組のウェブサイトにあるLove Postに送り、大塚愛がメッセンジャーとなって大切な人へ伝える。
- 似顔絵CiRCLE - リスナーから送られたメッセージを基に大塚愛が似顔を作成。番組終了後にホームページにアップされる。

## タイトルの変遷
- 2008年4月5日 - 9月27日 - 「太陽石油 presents LIFE - LOVE CiRCLE」
- 同年10月4日 - 2009年3月28日 - 「SOLATO by 太陽石油 presents LIFE - LOVE CiRCLE」
- 2009年4月4日以降 - 番組終了まで 「COROLLA presents LIFE - LOVE CiRCLE〜うれしいこと全力で。」

## 放送時間
- JFN各局 - 毎週土曜日 10:30-10:55